# Opogona psola
Opogona psola är en fjärilsart som beskrevs av Bradley 1956. Opogona psola ingår i släktet Opogona och familjen äkta malar. Inga underarter finns listade i Catalogue of Life.